# عشق بازیگری
عشق بازیگری (به انگلیسی: Stage Struck) یک فیلم درام به کارگردانی سیدنی لومت است که در سال ۱۹۵۸ منتشر شد. 
از بازیگران آن می‌توان به هنری فوندا، سوزان استراسبرگ، و کریستوفر پلامر اشاره کرد.
فیلمنامهٔ این فیلم، بر اساس نمایشنامه‌ای از زویی آکینس نگاشته شده است. نمایشنامه‌ای که الهام‌بخشِ ساختِ فیلم دیگری به نام شکوه صبح نیز بود.